# 奥平昌邁
奥平 昌邁（おくだいら まさゆき）は、江戸時代後期の大名。豊前国中津藩第9代（最後）の藩主。官位は従五位下・美作守。中津藩奥平家13代。伯爵。

## 生涯
伊予国宇和島藩主・伊達宗城の四男として誕生した。文久3年（1863年）5月、奥平昌服の養子となる。慶応4年（1868年）5月、昌服の隠居により家督を相続する。明治2年（1869年）、明治維新の精神に従い、斬新的な藩政改革に取り組んだ。特に人材登用などでは選挙法を採るなど、家格に基づく世襲法を打破した新しい方法を取り入れた。同年、版籍奉還により中津藩知事となり、明治4年（1871年）の廃藩置県後、維新の功により賞典禄2000両を受けて伯爵となる。
その後、江戸に東上して慶應義塾に入学した。元藩士であった福澤諭吉、小幡篤次郎にアメリカ留学を勧められ、ニュージャージー州ニューブランズウィック地区に留学する。明治5年（1872年）2月20日の福澤英之助宛福澤書翰には、「昨日アメリカより手紙参、殿様も甚さんもぶじ、ソルレイキと申処迄参候よし」とある。この書翰に出てくる「殿様」が昌邁公で、「甚さん」は留学の随行者の小幡甚三郎である。
帰国後、東京府会議員となり、翌年東京府芝区長に就任する。また福澤、小幡の勧めにより藩校・進脩館の後身校「中津市学校」を設立し、教員を慶應義塾の中津藩出身者から派遣するなど、旧中津藩に優れた足跡を残した。
一方、この頃には奥平家の家計は傾きつつあり、福沢や小幡の協力の下で家財の財政改革を進めようとしたが、都下の生活では「奢侈の風」を催して意の如くなるものではなかった。
1884年（明治17年）7月、伯爵に叙されたが、11月に米国留学時にかかった病が元で死去した。翌1885年（明治18年）1月、長男の昌恭が8歳で襲爵した。

## 栄典
- 1884年（明治17年）7月7日 - 伯爵[2]

## 系譜
- 父：伊達宗城（1818 - 1892）- 伊予宇和島藩8代藩主。
- 母：多川 - 大岡氏の娘。
- 養父：奥平昌服（1831 - 1901）- 豊前中津藩8代藩主。
- 妻：静子（1862 - ?）- 水野忠精の娘。
- 生母不明の子女
  - 長男：昌恭（1877 - 1948）- 貴族院伯爵議員[3]。
  - 次男：昌国（1880 - 1940）- 日本清酒興業取締役。
  - 三男：栄之助（1892 - ?）